# ヘルベルト・ヴィマー
ヘルベルト・ヴィマー（Herbert Wimmer, 1944年11月9日 - ）は、ベルギー・オイペン出身の元サッカー選手。元西ドイツ代表。選手時代のポジションはミッドフィールダー。

## 経歴

### 選手時代
ヴィマーは10代の頃にボルシア・ブラントのトップチームに昇格すると、1966年にブンデスリーガのボルシア・メンヒェングラットバッハに移籍した。デビュー当初は右ウイングとしてプレーをしていたが、後にミッドフィールダーへコンバートされると豊富な運動量と献身的な守備で中盤を支えゲームメーカーのギュンター・ネッツァーをサポートした。愛称の「ハッキ」は、獲物を鍬で狩るかのように相手選手に対応した彼のプレースタイルに由来している。
西ドイツ代表としては1968年11月23日に行われたキプロス代表戦で代表デビュー。1972年のUEFA欧州選手権1972代表に選出され、決勝のソビエト連邦戦ではスタメンに名を連ねると、この試合で2点目の得点を決め同国の大会初優勝に貢献。大会終了後にはベスト11に選出された。
1974年に地元西ドイツで開催された1974 FIFAワールドカップの代表にも選出され、2試合に出場した。1976年6月20日に行われたUEFA欧州選手権1976決勝のチェコスロバキア代表戦を最後に代表から退くまで、国際Aマッチ36試合に出場し4得点を記録した。
クラブレベルではボルシアMGに12シーズンに渡って在籍、ブンデスリーガで通算366試合に出場し優勝5回 (1969-70, 1970-71, 1974-75, 1975-76, 1977-78)、DFBポカール優勝1回 (1972-73)、UEFAカップ優勝1回 (1974-75) に貢献した。1978年に故郷のクラブであるボルシア・ブラントへ移籍したが、腰の状態が悪化し1979年に現役を引退した。

### 引退後
引退後の1982年から父親の経営していたタバコ販売会社を引き継ぎ、宝くじやサッカーくじ販売にも事業を拡大した。一方で、選手時代のプレースタイルに起因する股関節の慢性的な痛みに悩まされるようになり、健康上の問題を理由に2000年に会社を売却した。後に人工関節を移植する手術を行った。

## 個人記録

### 代表での成績
出典
| 西ドイツ代表 | 西ドイツ代表 | 西ドイツ代表 |
| 年           | 出場         | 得点         |
| ------------ | ------------ | ------------ |
| 1968         | 4            | 0            |
| 1969         | 0            | 0            |
| 1970         | 0            | 0            |
| 1971         | 7            | 0            |
| 1972         | 7            | 1            |
| 1973         | 2            | 0            |
| 1974         | 6            | 2            |
| 1975         | 5            | 1            |
| 1976         | 5            | 0            |
| 通算         | 36           | 4            |

### 代表での得点
出典
| # | 開催日         | 開催地                                 | 対戦国       | 結果 | 大会                   |
| - | -------------- | -------------------------------------- | ------------ | ---- | ---------------------- |
| 1 | 1972年6月18日  | ベルギー、ブリュッセル                 | ソビエト連邦 | 3-0  | UEFA欧州選手権1972     |
| 2 | 1974年4月17日  | 西ドイツ、ドルトムント                 | ハンガリー   | 5-0  | 親善試合               |
| 3 | 1974年11月20日 | ギリシャ、ピレウス                     | ギリシャ     | 2-2  | UEFA欧州選手権1976予選 |
| 4 | 1975年5月17日  | 西ドイツ、フランクフルト・アム・マイン | オランダ     | 1-1  | 親善試合               |